# Scafa

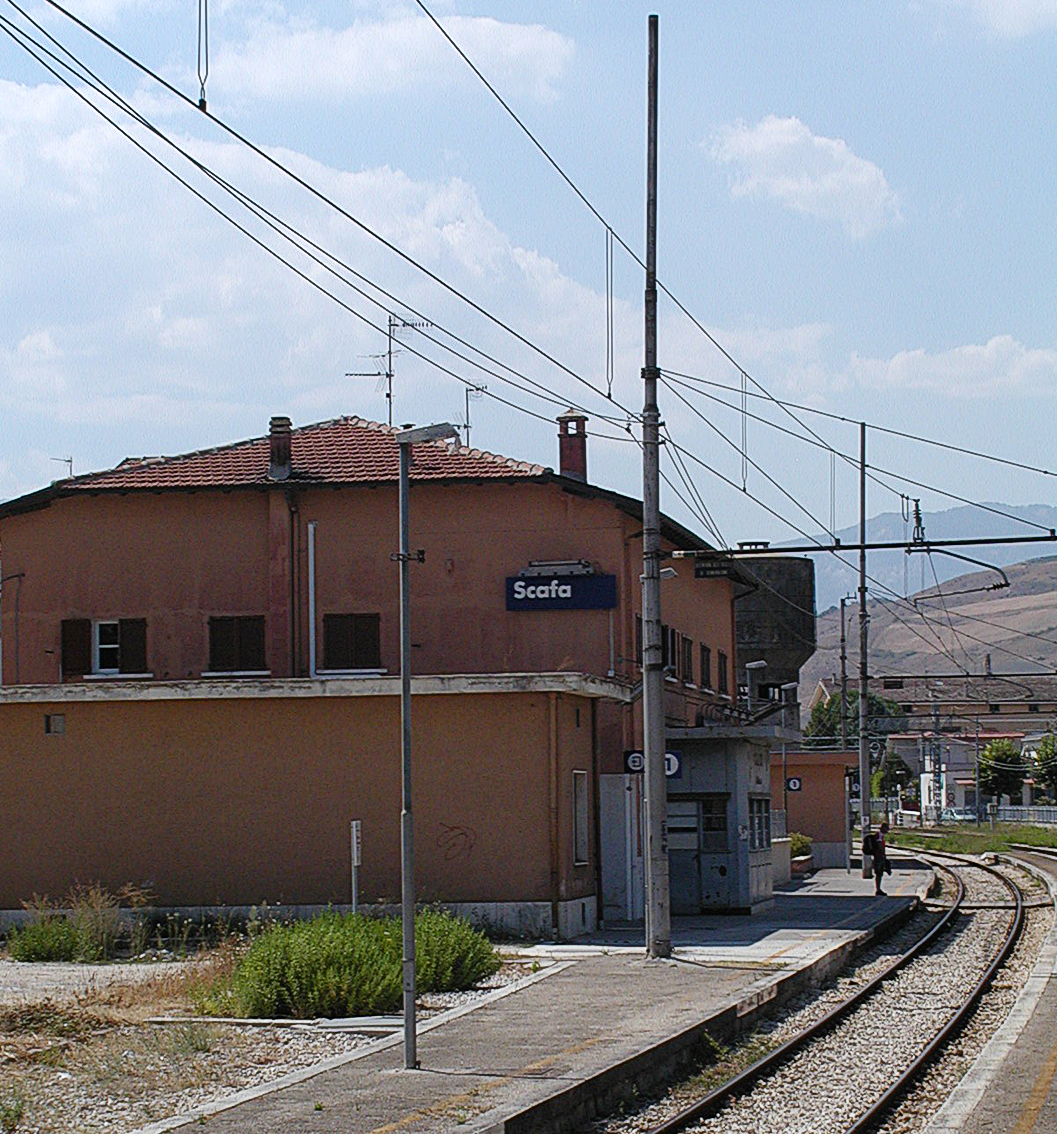

Scafa é uma comuna italiana da região dos Abruzos, província de Pescara, com cerca de 3.979 habitantes. Estende-se por uma área de 10 km², tendo uma densidade populacional de 398 hab/km². Faz fronteira com Abbateggio, Alanno, Bolognano, Lettomanoppello, San Valentino in Abruzzo Citeriore, Torre de' Passeri, Turrivalignani.

## Demografia
| Variação demográfica do município entre 1861 e 2011                               |
|                                                                                   |
| Fonte: Istituto Nazionale di Statistica (ISTAT) - Elaboração gráfica da Wikipedia |